# Anomis bicolorata
Anomis bicolorata är en fjärilsart som beskrevs av Arnold Pagenstecher 1907. Anomis bicolorata ingår i släktet Anomis och familjen nattflyn. Inga underarter finns listade i Catalogue of Life.